# Muzeum Architektury Drewnianej Regionu Siedleckiego

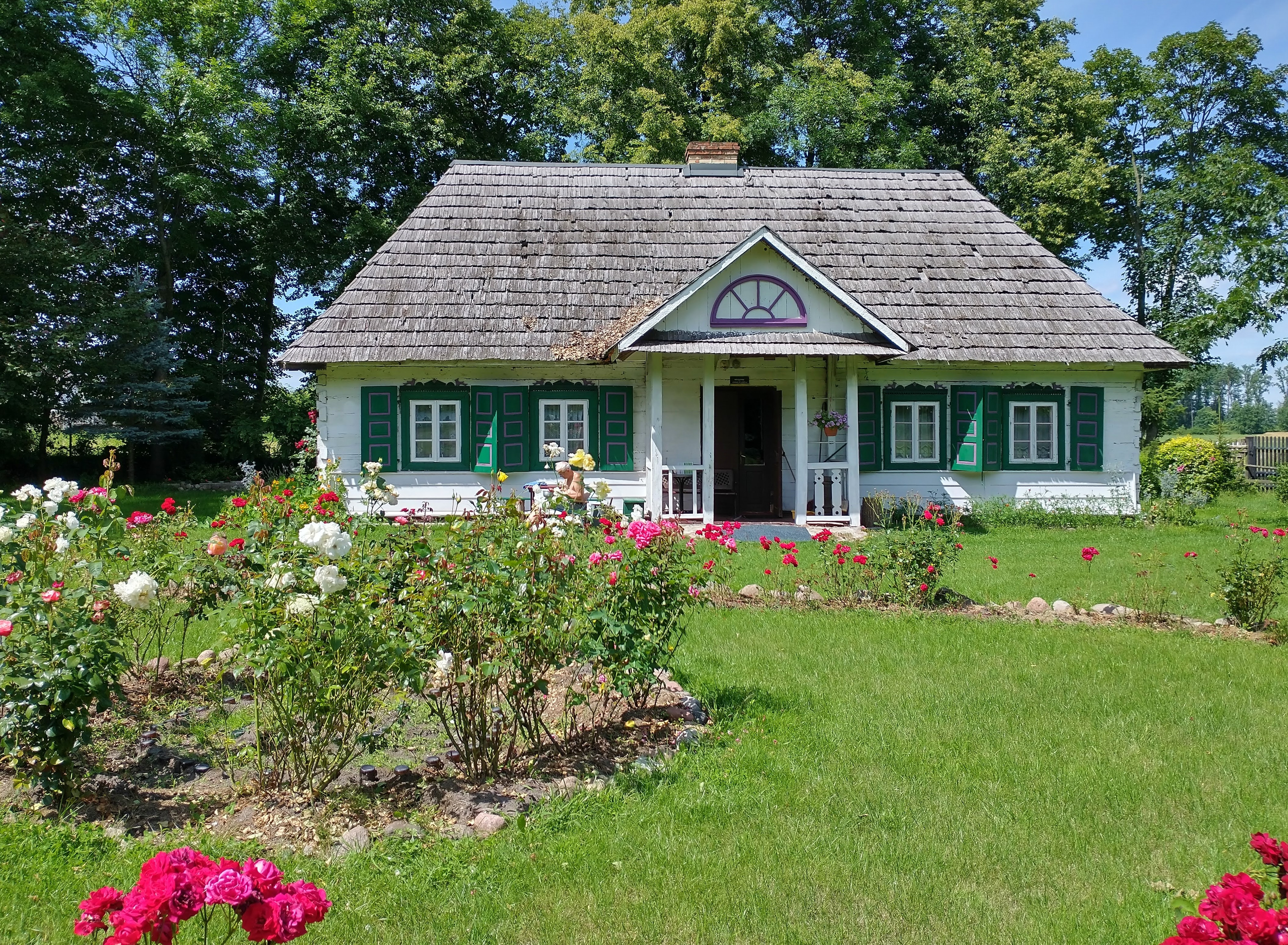
Dwór miejski z Siedlec

Muzeum Architektury Drewnianej Regionu Siedleckiego – prywatny skansen zlokalizowany we wsi Nowa Sucha w powiecie węgrowskim (województwo mazowieckie).

## Historia
Początki placówki sięgają roku 1988, kiedy to Maria i Marek Kwiatkowscy nabyli zniszczony modrzewiowy dwór wzniesiony we wsi w 1743 z inicjatywy Ignacego Cieszkowskiego, kasztelana liwskiego. Małżeństwo rozpoczęło renowację zabytkowego obiektu, który otrzymał nowy dach oraz stolarkę okienną i drzwiową (poza elementami oryginalnymi). Zachowano, w miarę możliwości, drewniane podłogi. Po kilku latach prac budowlano-restauratorskich przywrócono dworowi wygląd zbliżony do oryginalnego, co dotyczyło również wnętrz.
14 października 1993 (w 250. rocznicę istnienia dworu) nastąpiło otwarcie obiektu dla zwiedzających. W jego otoczeniu zachował się ogród, stary drzewostan, a także budynek XIX-wiecznej oficyny, dawniej użytkowanej jako leśniczówka. Na przyległym obszarze (dawne budynki gospodarcze) utworzono skansen budownictwa charakterystycznego dla regionu siedleckiego.
Marek Kwiatkowski wydał o skansenie książkę zatytułowaną Sucha – muzeum i jego historia.

## Obiekty

### Dwór
Głównym eksponatem skansenu jest barokowy, parterowy dwór Cieszkowskich. Wzniesiony z drewna modrzewiowego w 1743 z inicjatywy Ignacego Cieszkowskiego. Na narożach ma alkierze, kryty jest wysokim dachem gontowym. Od strony wjazdu zdobi go klasycystyczny arkadowy portyk dostawiony i oszalowany w 1843. We frontonie znajduje się herb Dołęga Cieszkowskich i sentencja w j. łac. Sub veteri tectu sed parentali. Do oryginalnego układu wnętrz należy trakt pokoi od strony ogrodowej z fragmentami malowideł na stropach i ścianach. W 1787 we dworze wizytę złożył król Stanisław August Poniatowski. W 1814 urodził się w nim filozof August Cieszkowski. Ostatnim właścicielem obiektu (1945) był Felicjan Cieszkowski-Dembiński. Po wojnie w budynku urządzono mieszkania dla pracowników lokalnego PGR-u.

### Pozostałe obiekty
Oprócz dworu na terenie skansenu znajdują się:
- dwór klasycystyczny z Rudzienka koło Kołbieli (około 1825),
- dwór miejski Berkanów z Siedlec z połowy XIX wieku (z zabudową gospodarczą),
- dwór miejski z Siedlec (około 1850),
- budynki miejskie z Mińska Mazowieckiego (XIX wiek),
- oficyna dworska (leśniczówka) wraz z piwnicami,
- lodownia dworska,
- stajnia,
- organistówka z Mokobod (XIX wiek),
- dzwonnica z Miedznej (XVIII wiek),
- plebania z Grębkowa (około 1900),
- wiatrak holenderski wraz z oryginalnym mechanizmem z Ostrówka,
- karczma plebańska ze Skrzeszewa (około 1900),
- spichlerz ze Zbuczyna (około 1950),
- chałupy:
  - z około 1860 z Szaniaw-Matysów (miał się w niej ukrywać poszukiwany przez Rosjan ksiądz Stanisław Brzóska),
  - z 1888 z Jagodnego (urządzono tu izbę chłopską i komorę z narzędziami wiejskimi),

- stodoła z Polkowa (około 1900),
- maneż z okolic Ostrołęki (koniec XIX wieku),
- wikarówka z Garwolina (około 1840),
- owczarnia z Sadownego,
- spichlerz z Siedlec,
- kuźnia z wozownią,
- drewniana kapliczka projektu Marka Kwiatkowskiego[3].

Główną bramę łączy z dworem aleja obsadzona lipami.

## Galeria

Herb Dołęga Cieszkowskich
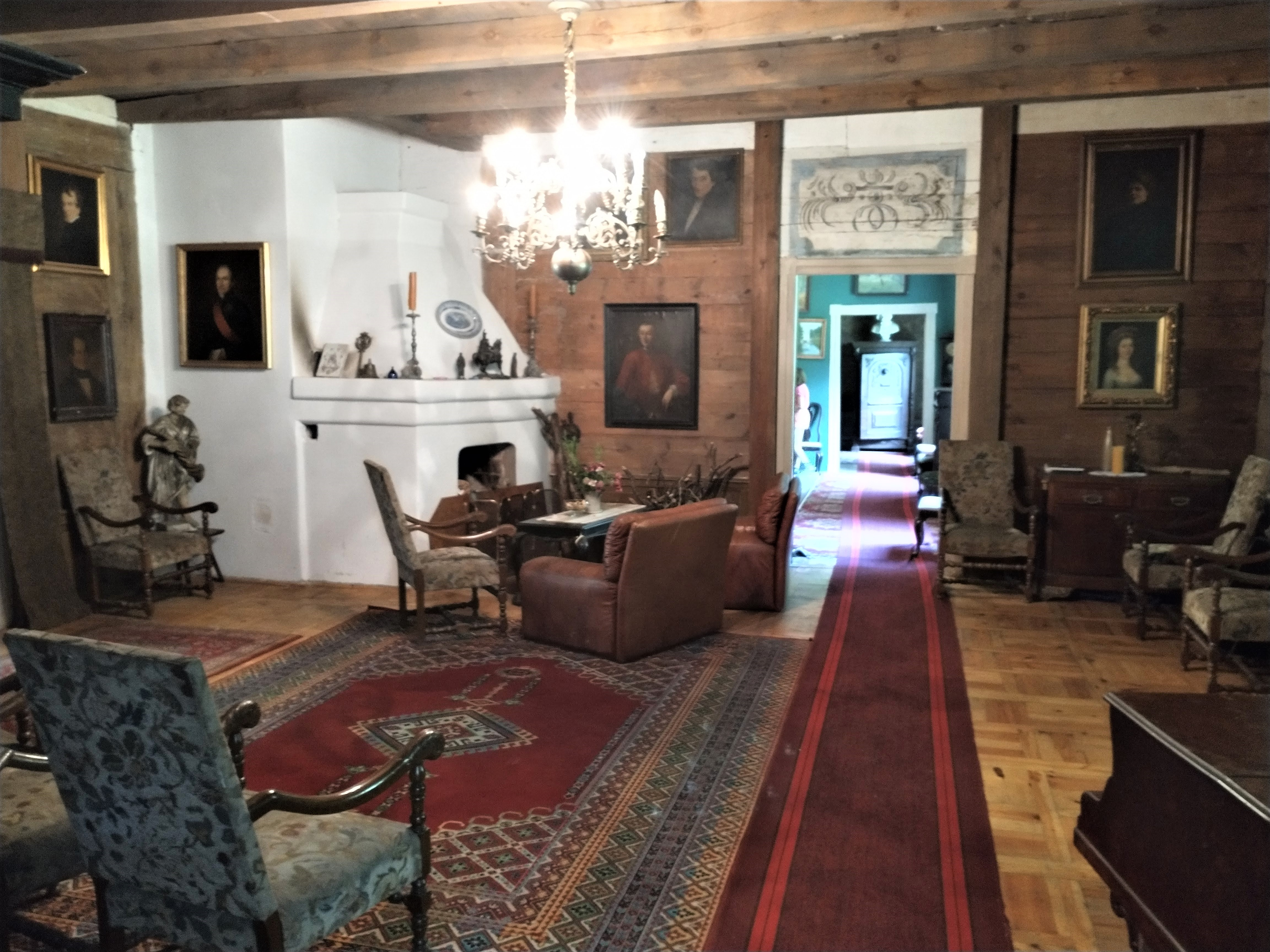
Wnętrze dworu (salon)
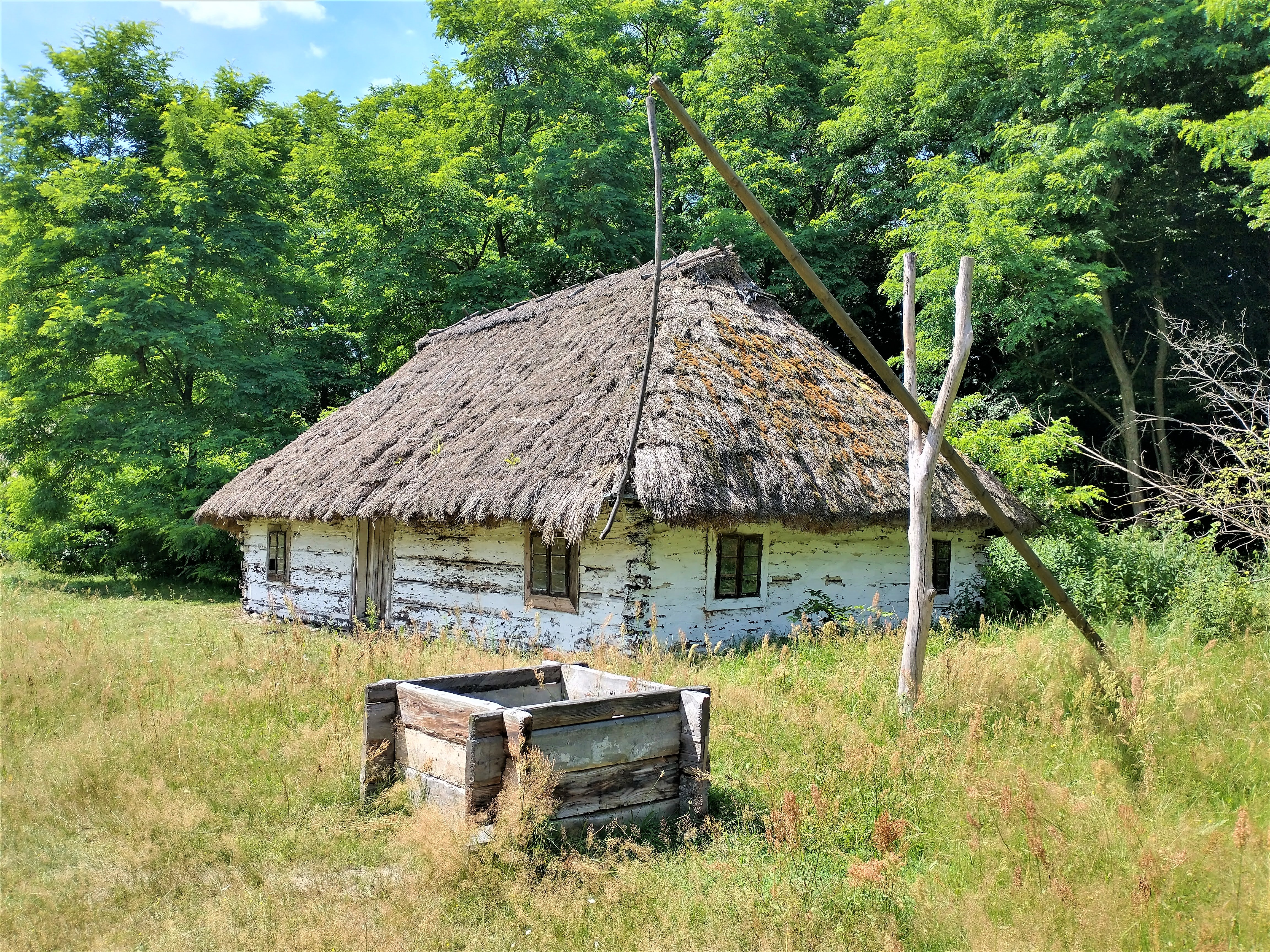
Chałupa z Szaniaw-Matysów
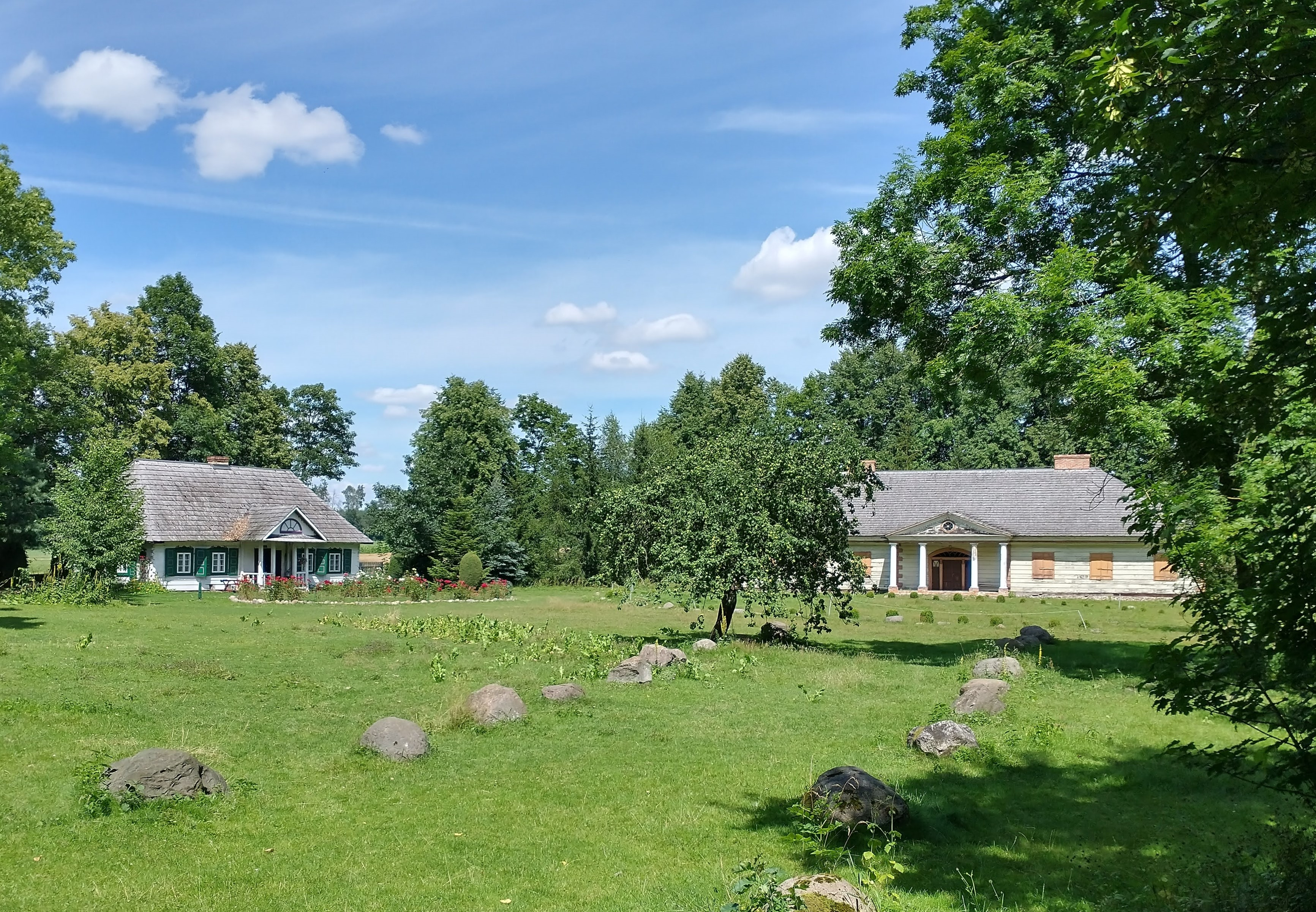
Dwory z Rudzienka i Siedlec